# Пуенте Хенил
Пуенте Хенил (шп. Puente Genil) град је у Шпанији у аутономној заједници Андалузија у покрајини Кордоба. Према процени из 2017. у граду је живело 30 072 становника.

## Становништво
Према процени, у граду је 2017. живело 30 072 становника.
| 2017.  |
| ------ |
| 30.072 |